# Écully
Écully és un municipi francès, situat a la metròpoli de Lió i a la regió de Alvèrnia - Roine-Alps. L'any 2007 tenia 17.959 habitants.

## Demografia

### Població
El 2007 la població de fet d'Écully era de 17.959 persones. Hi havia 6.999 famílies de les quals 2.284 eren unipersonals (751 homes vivint sols i 1.533 dones vivint soles), 2.029 parelles sense fills, 2.083 parelles amb fills i 603 famílies monoparentals amb fills.
La població ha evolucionat segons el següent gràfic:
Habitants censats

### Habitatges
El 2007 hi havia 7.643 habitatges, 7.124 eren l'habitatge principal de la família, 136 eren segones residències i 382 estaven desocupats. 1.848 eren cases i 5.601 eren apartaments. Dels 7.124 habitatges principals, 3.966 estaven ocupats pels seus propietaris, 3.017 estaven llogats i ocupats pels llogaters i 142 estaven cedits a títol gratuït; 403 tenien una cambra, 542 en tenien dues, 1.500 en tenien tres, 1.894 en tenien quatre i 2.785 en tenien cinc o més. 5.141 habitatges disposaven pel capbaix d'una plaça de pàrquing. A 3.208 habitatges hi havia un automòbil i a 2.914 n'hi havia dos o més.

### Piràmide de població
La piràmide de població per edats i sexe el 2009 era:
| Homes | Edats   | Dones |
| ----- | ------- | ----- |
| 0     | 95 o +  | 20    |
| 48    | 90 a 94 | 116   |
| 68    | 85 a 89 | 204   |
| 76    | 80 a 84 | 128   |
| 248   | 75 a 79 | 296   |
| 284   | 70 a 74 | 440   |
| 412   | 65 a 69 | 436   |
| 420   | 60 a 64 | 448   |
| 540   | 55 a 59 | 592   |
| 560   | 50 a 54 | 676   |
| 516   | 45 a 49 | 596   |
| 584   | 40 a 44 | 568   |
| 592   | 35 a 39 | 640   |
| 572   | 30 a 34 | 612   |
| 652   | 25 a 29 | 548   |
| 865   | 20 a 24 | 720   |
| 624   | 15 a 19 | 661   |
| 612   | 10 a 14 | 568   |
| 568   | 5 a 9   | 552   |
| 468   | 0 a 4   | 496   |

## Economia
El 2007 la població en edat de treballar era d'11.123 persones, 7.146 eren actives i 3.977 eren inactives. De les 7.146 persones actives 6.477 estaven ocupades (3.375 homes i 3.102 dones) i 670 estaven aturades (298 homes i 372 dones). De les 3.977 persones inactives 707 estaven jubilades, 2.328 estaven estudiant i 942 estaven classificades com a «altres inactius».

### Ingressos
El 2009 a Écully hi havia 6.700 unitats fiscals que integraven 16.279,5 persones, la mediana anual d'ingressos fiscals per persona era de 25.505 €.

### Activitats econòmiques
Dels 1.225 establiments que hi havia el 2007, 5 eren d'empreses extractives, 3 d'empreses alimentàries, 4 d'empreses de fabricació de material elèctric, 3 d'empreses de fabricació d'elements pel transport, 21 d'empreses de fabricació d'altres productes industrials, 44 d'empreses de construcció, 243 d'empreses de comerç i reparació d'automòbils, 13 d'empreses de transport, 45 d'empreses d'hostatgeria i restauració, 78 d'empreses d'informació i comunicació, 111 d'empreses financeres, 63 d'empreses immobiliàries, 290 d'empreses de serveis, 245 d'entitats de l'administració pública i 57 d'empreses classificades com a «altres activitats de serveis».
Dels 138 establiments de servei als particulars que hi havia el 2009, 1 era una oficina d'administració d'Hisenda pública, 1 gendarmeria, 1 oficina de correu, 14 oficines bancàries, 2 funeràries, 8 tallers de reparació d'automòbils i de material agrícola, 1 establiment de lloguer de cotxes, 3 autoescoles, 4 paletes, 11 guixaires pintors, 2 fusteries, 9 lampisteries, 6 electricistes, 1 empresa de construcció, 16 perruqueries, 1 veterinari, 24 restaurants, 23 agències immobiliàries, 3 tintoreries i 7 salons de bellesa.
Dels 87 establiments comercials que hi havia el 2009, 1 era un hipermercat, 1 un supermercat, 1 una gran superfície de material de bricolatge, 2 botigues de més de 120 m², 2 botiges de menys de 120 m², 4 fleques, 2 carnisseries, 1 una botiga de congelats, 5 llibreries, 38 botigues de roba, 3 botigues d'equipament de la llar, 3 sabateries, 1 una botiga d'electrodomèstics, 1 una botiga de mobles, 6 botigues de material esportiu, 1 una botiga de material de revestiment de parets i terra, 2 drogueries, 4 perfumeries, 5 joieries i 4 floristeries.
L'any 2000 a Écully hi havia 7 explotacions agrícoles que ocupaven un total de 24 hectàrees.

### Educació
- École Centrale de Lyon
- EMLYON Business School

## Equipaments sanitaris i escolars
El 2009 hi havia 1 hospital de tractaments de curta durada, 1 psiquiàtric, 1 centre d'urgències, 1 maternitat, 1 centre de salut i 7 farmàcies.
El 2009 hi havia 5 escoles maternals i 7 escoles elementals. A Écully hi havia 2 col·legis d'educació secundària i 1 liceu tecnològic. Als col·legis d'educació secundària hi havia 1.280 alumnes i als liceus tecnològics 471.
Écully disposava de 4 centres de formació no universitària superior, des quals1 era de formació sanitària, 1 de comerç i 2 d'altra formació. Disposava de 3 escoles d'enginyers.

## Poblacions properes
El següent diagrama mostra les poblacions més properes.